# Исцели свою жизнь
«Исцели свою жизнь» — книга Луизы Хей от 1984 года. Идеи, изложенные в книге подверглись критике, как псевдонаучные, но принесли популярность автору. После того, как Хей появился на шоу Опры Уинфри и Шоу Фила Донахью в марте 1988 года, книга появилась в списке бестселлеров New York Times. Благодаря книге Луиза Хей стала одной из самых продаваемых писательниц-женщин после Джоан Роулинг, Даниэлы Стил и Барбары Картленд. 

## Содержание
Ключевая идея книги заключается псевдонаучной идеи, что каждая болезнь тела имеет причину в эмоциях и убеждениях человека. Хей утверждает, что причины болезней включают стресс,  что единственный способ добиться положительных изменений в организме — это изменить способ мышления, используя такие инструменты как аффирмации. В конце книги дан список многочисленных болезней и моделей эмоционального мышления, которые, якобы, вызывают.   

## Фильм
В 2007 году по книге был снят одноименный документальный фильм по сценарию Гэя Хендрикса и режиссеру Майкла Гурджиана.

## Критика
Теории, описанные в этой книге, были раскритикованы с точки зрения доказательности. Многие отдельные утверждения в книге Хей попросту ложны. Например, приведенная ниже цитата, ошибочно утверждает, что головные боли являются исключительно психосоматическими:

Головные боли происходят от заниженной самооценки. Когда у вас в очередной раз заболит голова, спросите себя, в чем и по какой причине вы поступили неправильно по отношению к себе. Простите себя, освободитесь от чувства вины, и головную боль как рукой снимет.
Хей также обвиняется в виктимблейминге, так как в болезнях книга обвиняет самих жертв болезни. Так она предполагает, что люди, больные СПИДом, являются причиной своей болезни из-за плохого "психического настроя". На протяжении десятилетий Хей утверждала, что позитивный настрой может победить СПИД, но за период в несколько десятилетий не продемонстрировала ни одного случая, когда это происходило.